# Falcon's Fury
Falcon's Fury est une attraction de type tour de chute situé à Busch Gardens Tampa, en Floride , aux États-Unis. Fabriqué par Intaride (une filiale de Intamin), la tour atteint une hauteur maximale de 102 mètres (335 pieds), ce qui en fait la plus haute tour de chute libre-debout en Amérique du Nord. Les passagers ressentent environ cinq secondes de chute libre, atteignant une vitesse de 100 km/h. La particularité de cette tour de chute réside dans la position des sièges qui, une fois arrivés ai sommet, sont inclinés pour placer les passagers face au sol. Le nom de l'attraction fait référence aux faucons, connus pour avoir la capacité de plonger à grande vitesse pour capturer leurs proies.
Le projet était initialement prévu pour un début de construction en 2012 et une ouverture en 2013, mais il a été retardé d'un an. La construction a commencé en 2013 avec une date d'ouverture annoncée au 1er mai 2014 ; cependant, l'ouverture a été retardée en raison de problèmes techniques. Les premières phases d'ouverture commencèrent le 16 août 2014 pour une ouverture officielle au public le 2 septembre 2014.

## Histoire

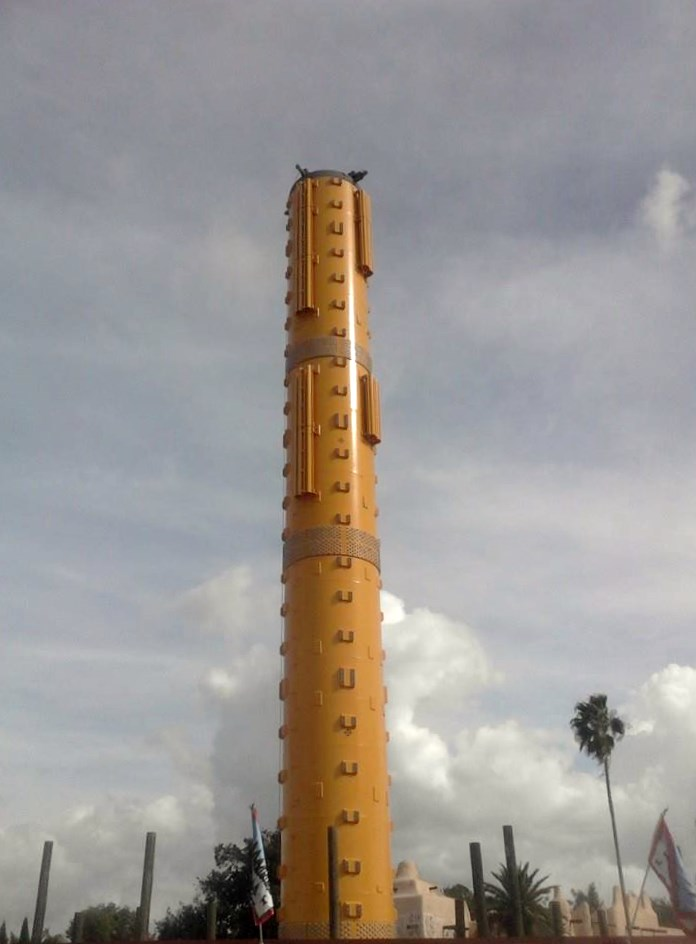
Falcon's Fury en cours de montage en décembre 2013

La planification de Falcon's Fury commence juste après l'ouverture des montagnes russes Cheetah Hunt en 2011,. Des analyses du sol dans la zone Timbuktu (aujourd'hui connue sous le nom Pantopia) ont révélé la faisabilité d'un tel projet.
Les rumeurs selon lesquelles Busch Gardens Tampa pourrait remplacer l'attraction Sandstorm avec une tour de chute de 61 mètres fait surface à l'automne 2011, lorsque Busch Gardens Williamsburg ouvre Mäch Tower en août,. Les plans sont réalisés en janvier 2012 et sont déposés deux moins plus tard auprès de la ville pour l'obtention du permis de construire. Les spéculations sur le nom de la nouvelle attraction commencent quand SeaWorld Parks & Entertainment, propriétaires de Busch Gardens Tampa demande comme nom de marques déposé Desert Dive et Falcon's Fury respectivement le 2 mai et le 11 juillet 2012. Le nom de domaine desertdive.com est acheté par leur soins,,. En novembre 2012, l'analyse du permis déposé et les différences avec celui de Mäch Tower alimentent à nouveau les rumeurs en novembre 2012. Le projet ne sera pas semblable à celui de Williamsburg. La hauteur totale de l'attraction nécessite l'approbation de la Federal Aviation Administration. Pour des raisons de problèmes techniques et de fabrication des câbles permettant de tirer les nacelles jusqu'au sommet de la tour, le projet a été retardé et sa construction repoussée à la deuxième moitié de 2013,.
Le 31 mai 2013, il a été annoncé que Sandstorm fermerait le 2 juin pour faire place à une nouvelle attraction. Environ deux semaines plus tard, le 11 juin, Busch Gardens Tampa annonce les plans de Falcon's Fury,, et commence la construction. Au cours du quatrième trimestre 2013, le parc a mis en place les fondations en travaillant de nuit pendant environ un mois.
Le 20 septembre, la tour est expédiée d'Espagne en neuf sections. D'autres pièces sont expédiés depuis d'autres pays d'Europe,. L'attraction en morceaux arrive au parc fin octobre ; le montage de l'attraction a été confié à Adena Corporation. Le 18 novembre, la première pièce de la tour est installée,, suivie de la deuxième le 2 décembre et de deux autres le 6 décembre,,. La cinquième section a été placée le 21 décembre et la sixième a été érigée le jour du Nouvel an,. La septième pièce de la tour a été installée le 3 janvier 2014, la huitième le 5 janvier, atteignant une hauteur d'environ 91 mètres,,. La pose du contrepoids a eu lieu le 22 janvier et la tour a été couverte pendant le week-end du 1er février,. Il s'est ensuivi les travaux sur les composants électriques de l'attraction. L'assemblage de la nacelle a été achevé fin mars et les tests, initialement prévus en février, ont eu lieu en avril,,. L'attraction a enfin été mis en peinture avec un motif de coucher de soleil en juin,.
Au cours de la semaine du 10 août 2014, Falcon's Fury est ouvert aux employés du parc. Le 16 août l'attraction fonctionne en pré-ouverture pour le public et deux semaines et demi plus tard Falcon's Fury ouvre officiellement,,.

## Concept et fonctionnement

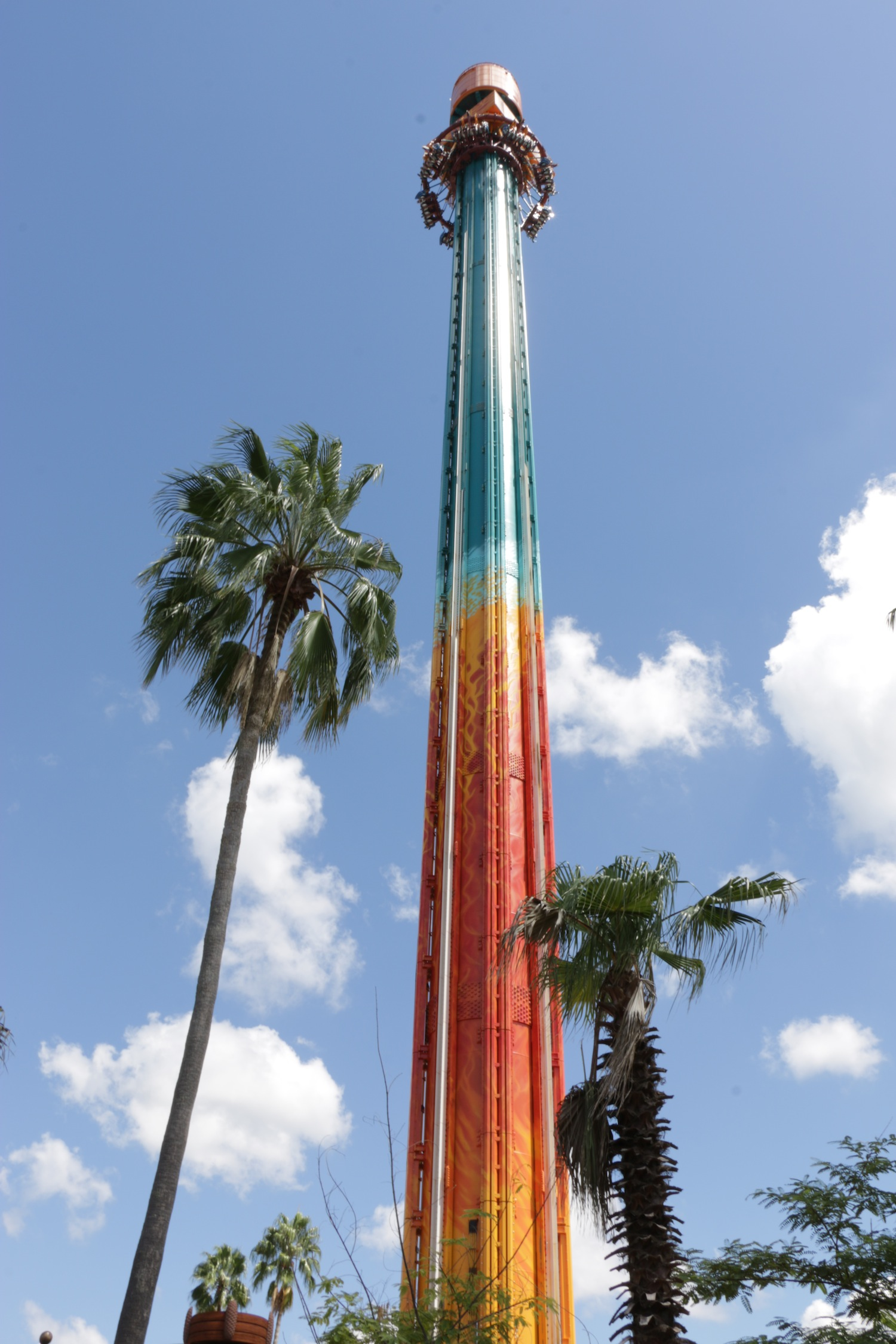
Falcon's Fury en 2014.

Falcon's Fury est accessible aux visiteurs du parc mesurant entre 137 cm et 196 cm,.
Une fois que les visiteurs ont pris place dans la nacelle, celle-ci est élevée jusqu'en haut de la tour. Cette opération prend environ une minute. Bien que la tour mesure 102 mètres de haut, la nacelle s'arrête 7,6 mètres en dessous. Une fois la hauteur maximale atteinte, les sièges basculent vers l'avant, plaçant les visiteurs face au sol. La nacelle est immobilisée dans cette position pour une durée aléatoire gérée par ordinateur d'une à cinq secondes. La nacelle est ensuite libérée en chute libre pour atteindre une vitesse maximale de 97 km/h,,. Quand la nacelle passe à travers la section de pré-freinage, les sièges pivotent en position verticale. La nacelle entre ensuite dans la zone de freinage magnétique où les passagers ressentent 3,5g de la décélération au ralentissement de la nacelle,,. Une fois revenu en position basse, les passagers peuvent ouvrir leurs harnais pour débarquer.

## Caractéristiques
La tour de chute a été fabriquée par Intaride, une filiale de Intamin.

### La tour
La tour de Falcon's Fury mesure 102 mètres de haut, ce qui en fait la tour de chute autonome la plus haute d'Amérique du Nord. La haut de la tour peut s'incliner de 90 cm dans toutes les directions pour résister à des vents de force ouragan,,. La tour se compose de neuf sections. Chaque morceau de la tour pèse jusqu'à 105 tonnes, et toute la structure pèse environ 519 tonnes,. À l'intérieur de la tour se trouve un contrepoids de 68 tonnes. Les fondations de la tour se composent de 105 pieux en acier, variant en profondeur de 23 à 62 mètres,. À 42 mètres, le système de freinage à courants de Foucault ralentit la nacelle après sa chute libre,,.

### Nacelle

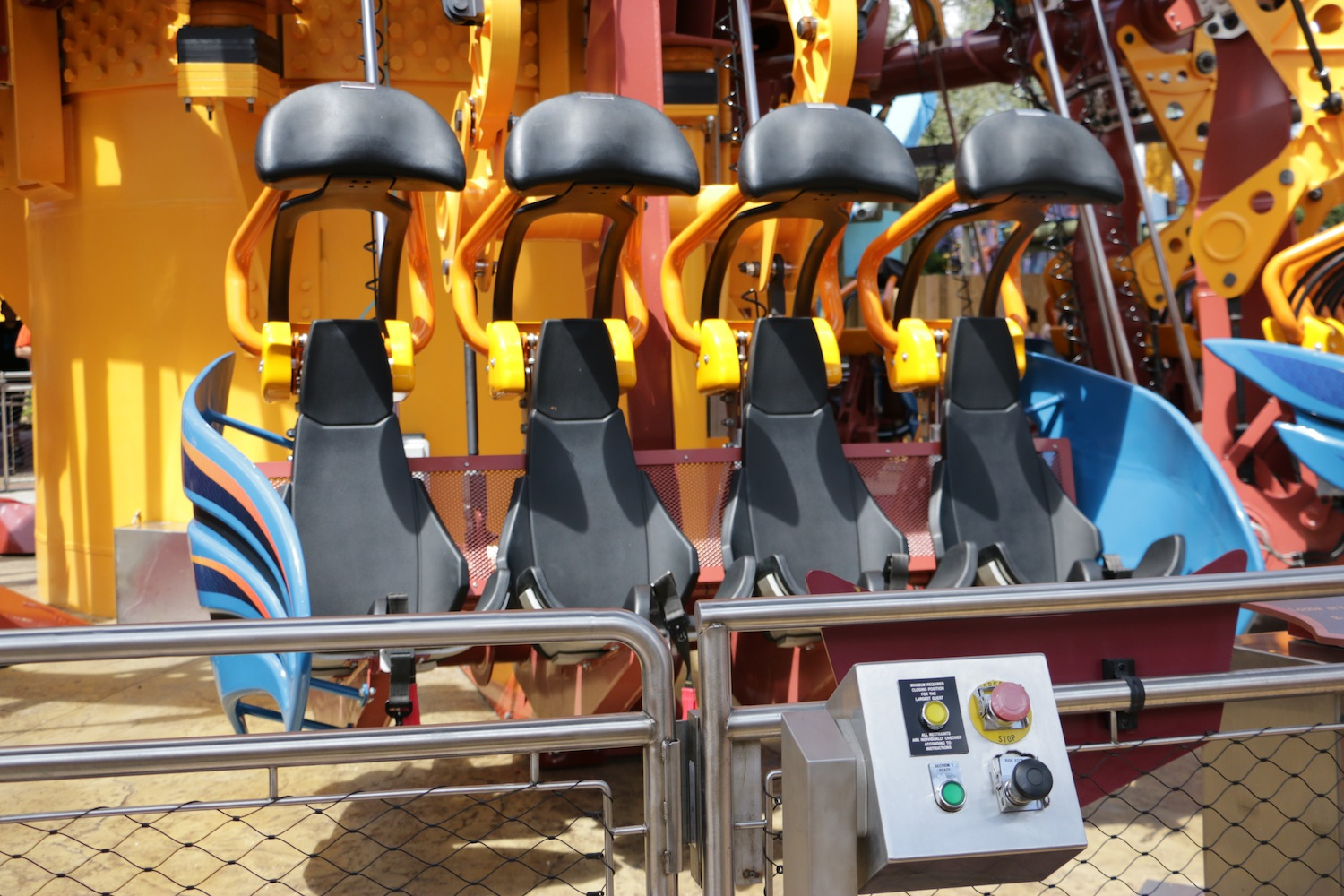
L'un des huit groupe de sièges de la nacelle.

La nacelle est composée de 32 sièges, placées en octogones sur le pourtour de la tour. Chacun des huit côtés a 4 sièges équipés d'une harnais et d'une ceinture de sécurité,. L'attraction a un débit théorique de 800 personnes par heure. La nacelle atteint une hauteur de 94 mètres, soit 7,6 mètres en-dessous du sommet de la tour. Quand elle atteint sa hauteur maximale les sièges s'inclinent à 90 degrés vers l'avant, mettant les passagers face au sol (C'est la première utilisation de cette position sur une tour de chute),,.